# 刘铸晋
刘铸晋（1919年—1993年），男，四川成都人，中国有机化学家，曾任中国科学院上海有机化学研究所研究员、博士生导师，中国化学会理事。